# Lawrence Klein
Lawrence Robert Klein (14 tháng 9 năm 1920 – 20 tháng 10 năm 2013) là một nhà kinh tế học Hoa Kỳ. Ông đã tạo nên các mô hình máy tính để dự báo xu hướng kinh tế trong lĩnh vực kinh tế lượng tại trường Wharton thuộc Đại học Pennsylvania, ông đã được trao giải Nobel về Khoa học Kinh tế vào năm 1980. Đặc biệt "cho việc tạo ra các mô hình kinh tế và ứng dụng của chúng vào phân tích các biến động kinh tế và chính sách kinh tế." Nhờ những nỗ lực của ông, mô hình này đã trở thành phổ biến trong giới kinh tế học.

## Cuộc đời và sự nghiệp
Klein sinh ra tại Omaha, Nebraska, là con trai của Blanche (nhũ danh Monheit) and Leo Byron Klein. Ông đã tốt nghiệp trường Los Angeles City College, ông học tính toán tại đây; sau đó tại trường Đại học California, Berkeley ông bắt đầu nghiên cứu mô hình máy tính và được cấp bằng cử nhân về kinh tế năm 1942; ông nhận bằng tiến sĩ kinh tế tại Viện Công nghệ Massachusetts (MIT) vào năm 1944.

## Các tác phẩm đã xuất bản
- Klein, Lawrence Robert (1970). An essay on the theory of economic prediction. Markham economics series . Chicago: Markham Publishing Company. ISBN 0-8410-2005-1. Truy cập ngày 5 tháng 12 năm 2008.
- Economic Fluctuations in the United States, 1921–41 (1950)
- An Econometric Model of the United States, 1929–52 (with AS Goldberger, 1955)
- The Keynesian Revolution (1947) ISBN 0-333-08131-5
- The Wharton Econometric Forecasting Model (with MK Evans, 1967)
- A Textbook of Econometrics (1973) ISBN 0-13-912832-8
- The Brookings Model (With Gary Fromm. 1975)
- Econometric Model Performance (1976)
- An Introduction to Econometric Forecasting and Forecasting Models (1980) ISBN 0-669-02896-7
- Econometric Models As Guides for Decision Making (1982) ISBN 0-02-917430-9
- The Economics of Supply and Demand 1983
- Economics, Econometrics and The LINK (with M Dutta, 1995) ISBN 0-444-81787-5
- China and India: Two Asian Economic Giants, Two Different Systems (2004). Article free downloadable at the journal Applied Econometrics and International Development http://www.usc.es/economet/aeid.htm